# Schloss Le Breuil (Bonneuil)
Das Schloss Le Breuil (frz. Château du Breuil) ist ein zu Anfang des 16. Jahrhunderts erbautes und vollständig erhaltenes Wasserschloss auf dem Gebiet der Gemeinde Bonneuil südwestlich von Cognac im französischen Département Charente. 
Seit dem 23. Juni 1952 ist es als Monument historique registriert. Es befindet sich in Privatbesitz und ist nicht öffentlich zugänglich. Die Wirtschaftsgebäude des zum Schloss gehörenden Weinguts befinden sich unmittelbar südwestlich des Schlossbaus.

## Geographische Lage
Das Schloss steht etwa 1,2 km westsüdwestlich des Ortszentrums der Gemeinde rund 100 m südlich der Route départementale 699, die von Jonzac und Archiac im Südwesten über Châteauneuf-sur-Charente nach Angoulême im Nordosten verläuft und dabei die Gemarkung der Gemeinde Bonneuil durchquert. Ein kleiner Bach, der Collinaud, verläuft hier südlich der Straße. Er ist unmittelbar östlich des Schlosses zu einem Teich aufgestaut, speist danach den das Schloss umgebenden gemauerten Wassergraben und fließt dann weiter nach Südwesten bis zu seiner Mündung in den Né, einen Nebenfluss der Charente.

## Geschichte
Der Adlige Philippe d'Ingrandes soll zwischen 1508 und 1532 im Château du Breuil gelebt haben, das er sich als Wohnsitz errichten ließ. Das Datum der Fertigstellung liegt zwischen dem Ende des 15. Jahrhunderts und 1535, genaueres konnte noch nicht ermittelt werden. Durch Erbschaft und mehrere Heiraten kam das Anwesen im Jahr 1716 an die begüterte und weit verzweigte Familie Leroy de Lenchères. (Die Lenchères besaßen auch die Tour du Breuil in Dignac). So blieb die Immobilie fast 200 Jahre, von 1729 bis 1919, im Familienbesitz. Am Besitz beteiligt war darüber hinaus auch die Adelsfamilie von Xant. 
François Leroy de Lenchères ließ den Bau nach Südwesten verlängern und die Fenster der Südfassade neu gestalten. Danach, um 1769, verlegte er seinen Wohnsitz von La Borde bei Saint-Amant de Bonnieure in das Schloss Le Breuil. 
Im Jahr 1919 verkaufte Madame de Rancourt de Mimérand das Schloss an Monsieur Castillon du Perron, der hier ein Weingut betrieb. In den 1960er Jahren gehörte das Schloss dem Arzt Brisset und seiner Frau.

## Architektur

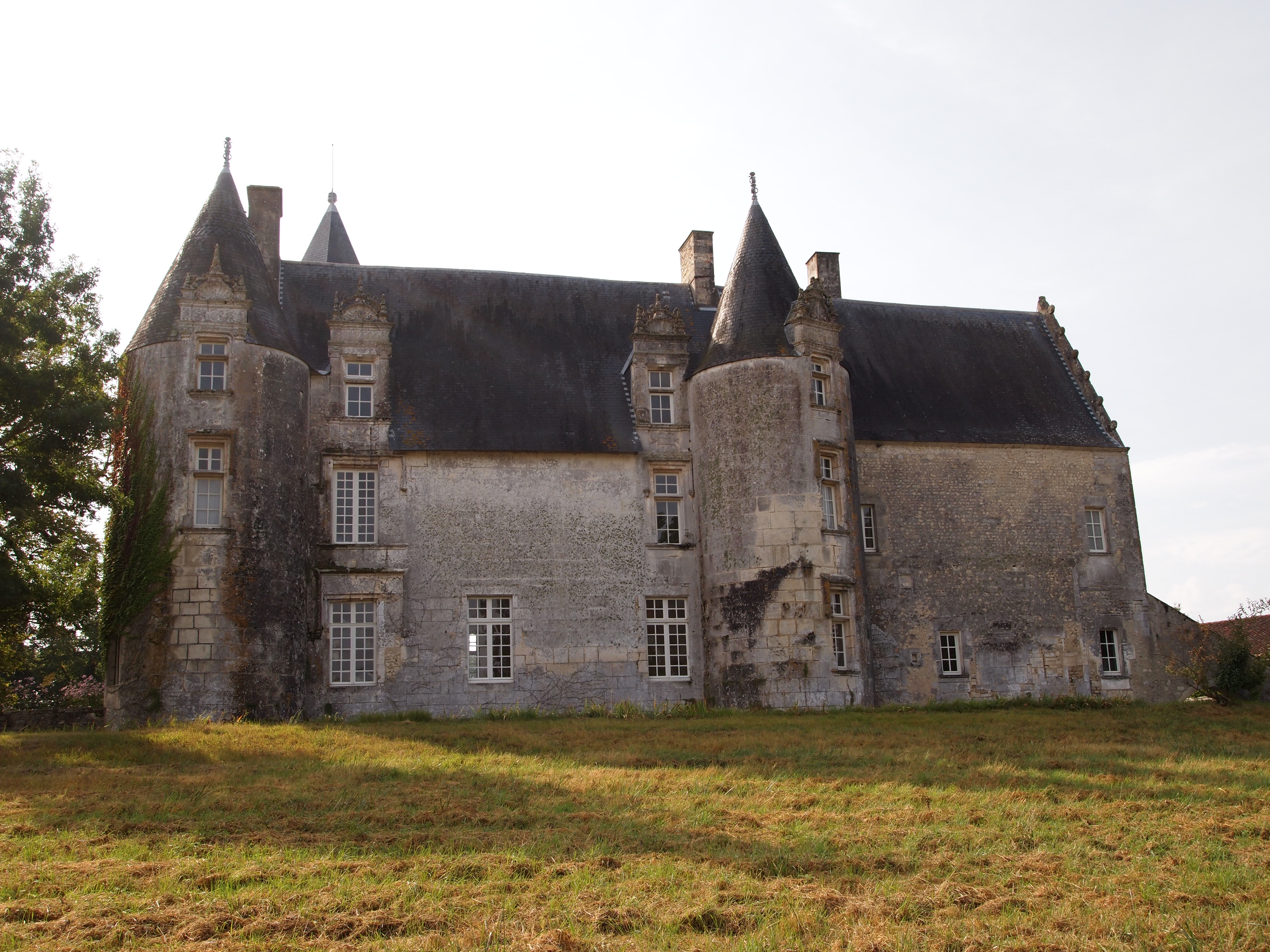
Le Breuil von Norden

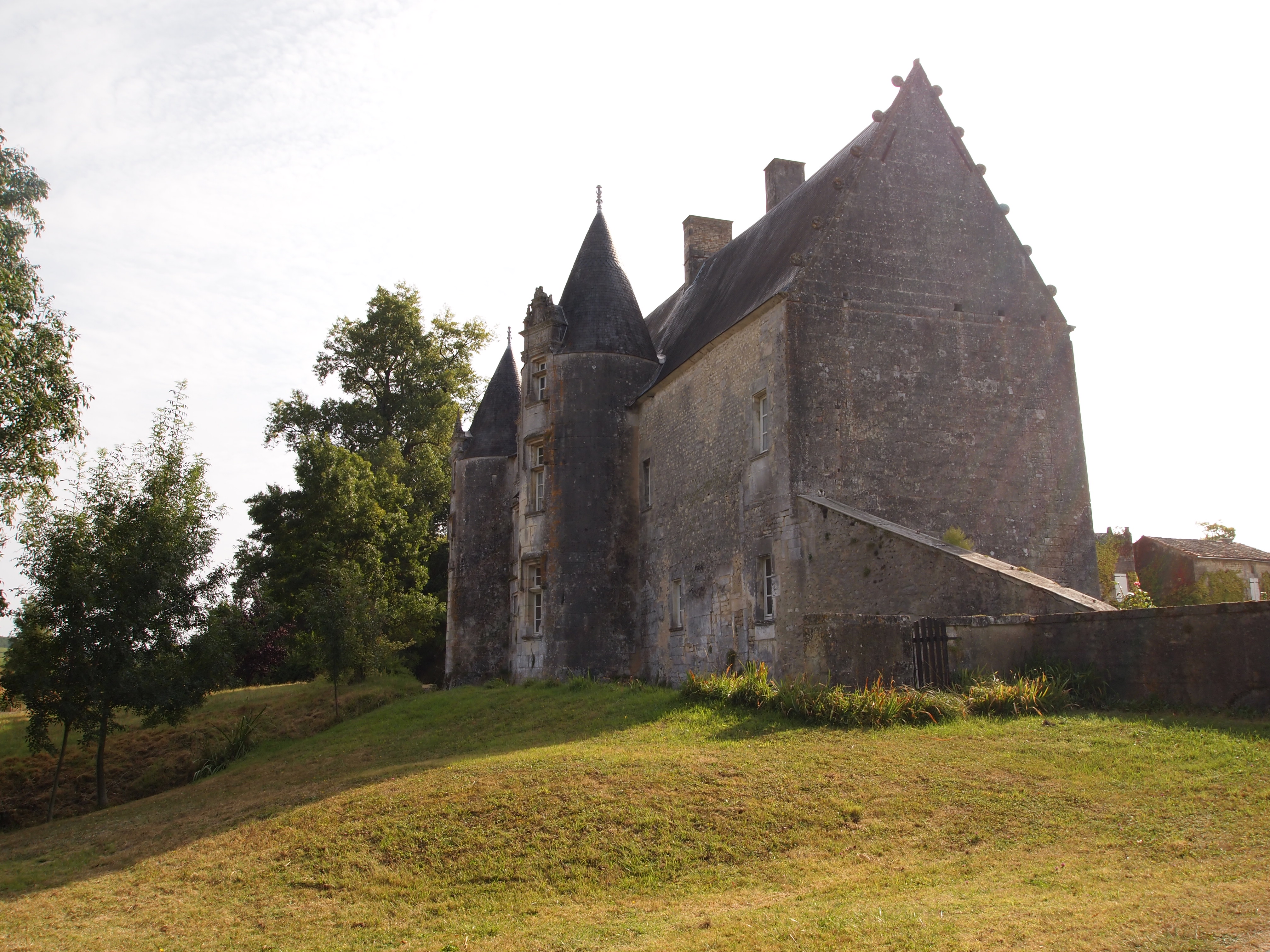
Le Breuil von Westen

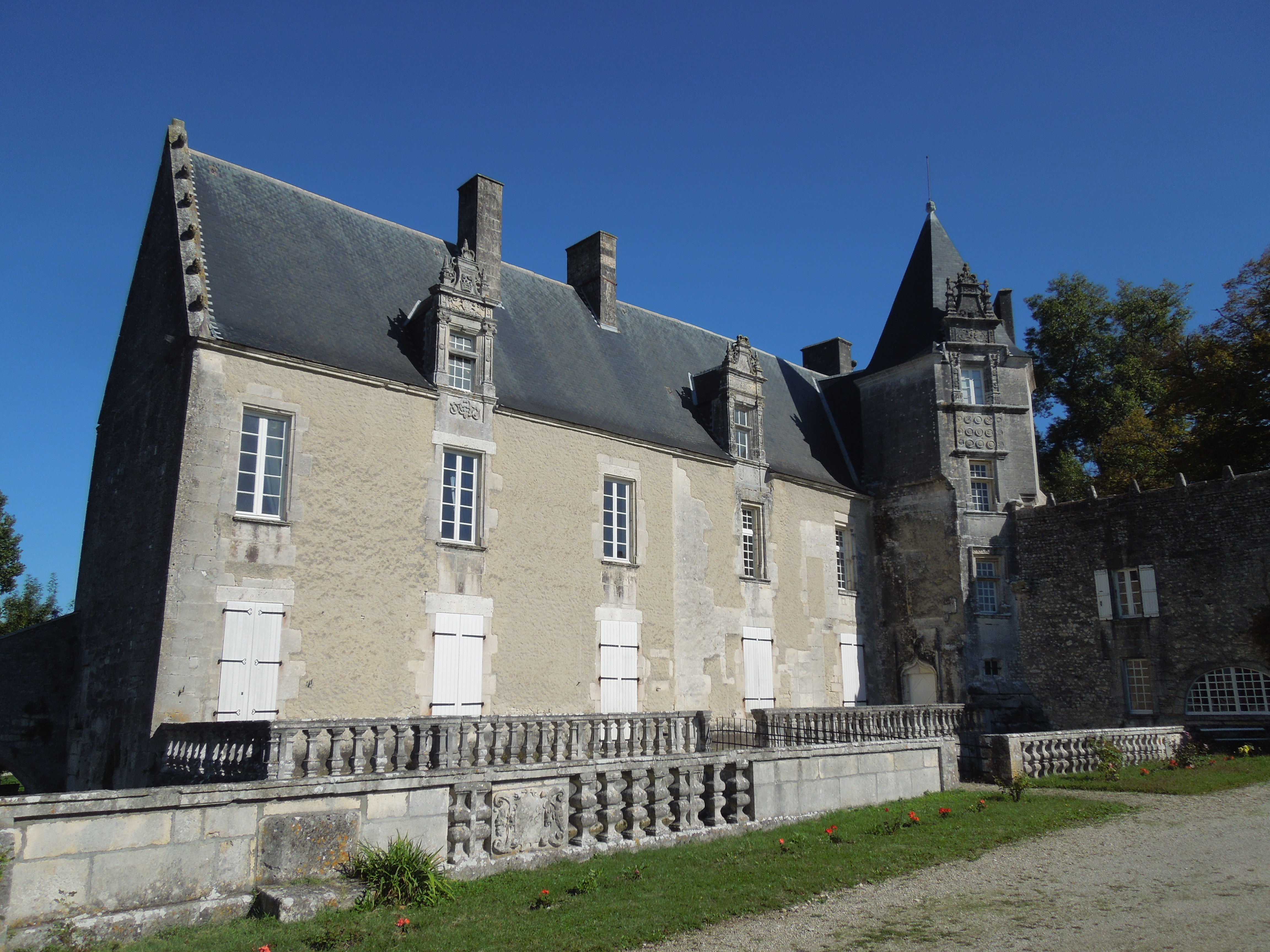
Hofseite

Zwar hat das Schloss das Aussehen eines Baus aus dem 15. Jahrhundert, jedoch stammen fast alle Stilelemente aus der Renaissance. Die zweigeschossige Nordfassade wird von zwei runden Fassadentürmen mit Kegeldächern dominiert, einer an der Nordostecke mit einem Fenster im Obergeschoss und einem Zwerchhaus darüber, der andere in der Mitte mit je einem Fenster in beiden Geschossen sowie einem Zwerchhaus. Im Nordostflügel des Schlosses zwischen den beiden Türmen befinden sich vier große und ein etwas kleineres Sprossenfenster sowie zwei Zwerchhäuser im Dachgeschoss. Der sich vom mittleren Turm nach Südwesten erstreckende und an seiner Nordseite wesentlich schmuckloser ausgeführte Teil des Schlosses wurde offensichtlich erst nach Fertigstellung des Nordostteils und der beiden Türme gebaut; seine Nordfassade hat nur vier kleine und sehr einfache Fenster und kein Zwerchhaus. Die Lukarnen der beiden Türme und des Dachgeschosses im Nordostflügel sind reich geschmückt, u. a. mit Renaissance-Rocaillen.
Die Fenster und die beiden Zwerchhäuser der fünfachsigen, der Terrasse und dem Hof zugewandten Südseite, einschließlich des später angebauten Südwestteils, sind abwechslungsreich gestaltet und wahrscheinlich im 18. Jahrhundert vergrößert und verziert worden. An der Nordwestecke des Baus steht ein sechseckiger, zur Terrassenseite an seinen Fenstern und der Lukarne reich dekorierter Treppenturm, dessen Kegeldach den First des Schlosses und die Dächer der beiden anderen Türme überragt. An seiner Westseite befindet sich ein zweigeschossiger, halbrunder Erker mit eigenem Kegeldach, der eine Wendeltreppe zum Dachraum des Turms enthält. An den Treppenturm schließt sich ein im rechten Winkel nach Süden, über den Wassergraben hinweg angebauter, zweistöckiger Wirtschaftstrakt an.
Die Ortgänge an beiden Giebeln des geschieferten Satteldachs sind durch Giebelgesimse mit Hakenreihen verziert.
Entlang der gesamten Südseite des Schlosses verläuft eine schmale, etwa fünf Meter breite und von einer steinernen Balustrade umfasste Terrasse zwischen dem Schloss und dem gemauerten Wassergraben; eine einbogige Steinbrücke führt über den Graben zum Wirtschaftshof.